# 専門学校 東京声優・国際アカデミー
専門学校 東京声優・国際アカデミー（せんもんがっこう とうきょうせいゆう・こくさいアカデミー）は、日本の専門学校。
設置者は学校法人東京メディアアカデミー。声優に特化した専門学校である。2020年4月に「国際コミュニケーション学科」が新設された。
旧校名は、専門学校 東京声優アカデミー。

## 所在地
専門学校 東京声優・国際アカデミー 本校
東京都渋谷区恵比寿南3-1-5

## 設置学科
- 声優養成科
  - アニメアフレコ専攻
  - 洋画アフレコ専攻
  - ゲームアフレコ専攻
  - ボーカルパフォーマンス専攻
  - ナレーション専攻
  - 演劇専攻
  - ビジネス専攻
  - アイドルパフォーマンス専攻
- 国際コミュニケーション学科
  - 総合英語専攻
  - 英語・韓国語専攻
  - 国際ビジネス専攻
  - 大学編入・進学専攻

## 沿革
- 1930年 - 東京高等技芸学院設立
- 1955年 - 直系校180校余に達し、財団法人から学校法人へ
- 1964年 - 校名を「東京服飾アカデミー」に改称
- 1976年 - 専修学校法の施行により、専門学校に昇格
- 1990年 - 校名を「東京ファッションアカデミー」に改称、モデル専攻科新設開講
- 1997年 - 校名を「専門学校 東京メディアアカデミー」に改称、声優・ボーカル科を新設開講
- 2008年 - 声優の育成に特化した単科の専門学校として声優・ボーカル科を声優養成科と改称
- 2012年 - 校名を「専門学校 東京声優アカデミー」に改称
- 2020年 - 「国際コミュニケーション科」を新設
- 2021年 - 校名を「専門学校 東京声優・国際アカデミー」に改称

## 特徴

### 声優養成科
- 在校生向けの学内オーディションを実施。
- 基礎力強化を重視した教育環境。
- インターンシップ制度で在校中から声の仕事ができる。
  - テレビアニメ『警視庁 特務部 特殊凶悪犯対策室 第七課 -トクナナ-』
  - ドラマCD『警視庁 特務部 特殊凶悪犯対策室 第七課 -トクナナ-』
  - 文化放送『RADIO UnoZero』（出演：井口裕香、東京ホテイソン）
  - 文化放送『井口裕香のトーキングすむすむ』
  - 文化放送超!A&G+『和田昌之と金子有希のWADAX Radio』
  - オリジナルボイスドラマ『THE LEAKS』（内田彩＆浅沼晋太郎出演）
  - 声優Jrバスケ3×3 SJ3.LEAGUE（チーム名：TSAngel）
  - TVCM『CASTER BIZ』吹き替え
  - WEBCM『MASS MATRIX』ナレーション
  - 企業研修用教材ナレーションなど。
- プロデビューした声優が常勤講師として直接指導。
  - 【主な講師】 水田わさび、荻野晴朗、隈本吉成、山口研志、梯篤司、弘中くみ子、布施川一寛、演出家：田村連など。 ※過去には、小林守夫、緒方賢一、橋本晃一なども講師を担当していた。

### 国際コミュニケーション学科
- 2023年より「総合英語専攻」「英語・韓国語専攻」を新設。
- クラス担任による丁寧な個別指導。
- 多国籍の学生が集まる少人数クラス。
- 目指せる資格
  - TOEIC®Listening & Reading Test
  - SDGs検定
  - サービス接遇検定
  - ビジネス実務マナー検定
  - 全国通訳案内士　など

## 主な出身者
- 甲斐田裕子
- 代永翼
- 佐藤拓也
- 高坂知也
- 石上静香
- 米内佑希
- 益山武明
- 大塚琴美
- 小堀幸
- 古川由利奈
- 後藤早紀
- 空見ゆき
- 郁原ゆう
- 桃河りか
- 新田杏樹
- 永井真里子
- 上住谷崇
- 青木優太
- 三日尻望
- 観世智顕
- 丸岡和佳奈
- 古木海帆